# Scott-Halbinsel
Die Scott-Halbinsel ist eine vereiste und 27 km lange Halbinsel an der Bakutis-Küste des westantarktischen Marie-Byrd-Lands. Sie stößt in Richtung des westlichen Endes von Wright Island in das Getz-Schelfeis vor.
Der United States Geological Survey kartierte die Halbinsel anhand eigener Vermessungen und Luftaufnahmen der United States Navy aus den Jahren von 1959 bis 1966. Das Advisory Committee on Antarctic Names benannte sie 1967 nach Thomas Scott von der United States Army, der beim Finanzierungskonzept der Operation Deep Freeze und deren Anbindung an das Internationale Geophysikalische Jahr (1957–1958) behilflich war.